# Brașov Challenger 2002
Il Brașov Challenger 2002 è stato un torneo di tennis facente parte della categoria ATP Challenger Series nell'ambito dell'ATP Challenger Series 2002. Il torneo si è giocato a Brașov in Romania dal 3 all'8 settembre 2002 su campi in terra rossa.

## Vincitori

### Singolare
Rubén Ramírez Hidalgo ha battuto in finale  Lovro Zovko 2-6, 6-1, 7-5

### Doppio
Christopher Kas /  Herbert Wiltschnig hanno battuto in finale  Rubén Ramírez Hidalgo /  Santiago Ventura 5-7, 6-4, 7-5